# Christian Urhan

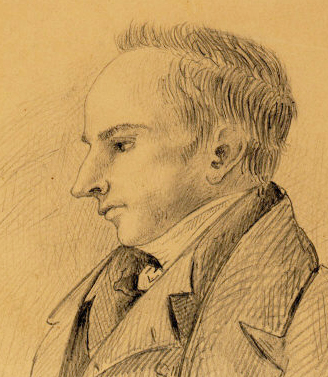
Chr. Urhan

Christian Urhan, auch Chrétien Urhan (* 16. Februar 1790 in Monschau bei Aachen; † 2. November 1845 in Belleville) war ein deutscher Violinist, Organist und Komponist, der in Frankreich wirkte.

## Leben
Christian Urhan erlernte das Violinspiel bei seinem Vater und weitere Instrumente wie Cello, Kontrabass, Klavier, Orgel, Horn, Trompete, Flöte, Klarinette und Gitarre größtenteils autodidaktisch. Er gehörte als Kind zum Kammermusikkreis des Amateurgeigers und Tuchindustriellen Ernst Scheibler (1769–1822) aus Monschau, mit dem er häufig auftrat. 1804 erschienen im Bonner Verlagshaus Nikolaus Simrock seine „Trois Grandes Valses“ für Klavier, die seiner Gönnerin Amalie Scheibler gewidmet waren. Im gleichen Jahr hörte die französische Kaiserin Joséphine sein Violinspiel, als sie in Aachen zur Kur weilte, und holte ihn an das Pariser Konservatorium, wo er seine Studien bei Jean-François Lesueur, Pierre Rode, François-Antoine Habeneck und Rodolphe Kreutzer erfolgreich zu Ende führen konnte.
Anschließend spielte er in namhaften Pariser Kammermusikformationen, so ab 1814 im Streichquartett Pierre Baillots. Er war Geiger in der kaiserlichen Kapelle und Solobratschist im Orchester der Oper und ab 1831 deren Konzertmeister. Ab 1827 war er Titularorganist an der Kirche Saint-Vincent-de-Paul. Hier führte er während der Messe einzelne Sätze seiner Kammermusikwerke auf. Am 5. Januar 1834 spielte er gemeinsam mit Franz Liszt Beethovens Kreutzersonate, ebenfalls während einer Messe.
Urhan komponierte vor allem Kammermusik, darunter Quintette und Sextette für drei Bratschen, Cello, Kontrabass und Pauke. Aus seiner Feder stammen zahlreiche Klavierwerke sowie Lieder. Urhan setzte sich für einen Wiedergebrauch der damals in Vergessenheit geratenen Viola d’amore ein. Außerdem war er ein Fürsprecher für den Gebrauch der Violin-Bratsche, auch Quinton genannt; einer Violine mit fünf Saiten in der Stimmung c-g-d'-a'-e''.
Hector Berlioz beauftragte ihn 1834, das Bratschensolo bei der Uraufführung der Sinfonie mit Solobratsche Harold in Italien zu spielen. Der Überlieferung nach musste es gleich zweimal hintereinander gespielt werden. Niccolò Paganini, der das Werk ursprünglich initiiert hatte, hörte es erstmals 1838. Giacomo Meyerbeer schrieb für Urhan das berühmte Solo für Viola d’amore in der Oper Die Hugenotten.
Zu seinen Schülern gehörten u. a. Adolphe-Joseph-Louis Alizard und sein Patenkind Julius Stockhausen.